# Balfour Gardiner
Pour les articles homonymes, voir Gardiner.
Henry Balfour Gardiner, né le 7 novembre 1877 à Londres – mort le 28 juin 1950 à Salisbury, est un enseignant et compositeur britannique.
Il était le grand-oncle du chef d'orchestre John Eliot Gardiner et le frère aîné de l’égyptologue Alan Henderson Gardiner.

## Biographie
Balfour Gardiner commence l’étude du piano à cinq ans et compose dès l’âge de neuf ans. En 1891, il bénéficie d’une bourse pour entrer à la Charterhouse, puis étudie au Conservatoire Hoch à Francfort-sur-le-Main (1894–1896) la composition avec Iwan Knorr et le piano avec Lazaro Uzielli – un élève de Clara Schumann. Il y est profondément influencé par Wagner et Tchaïkovski. Il entre ensuite au New College d'Oxford (1896), mais lors de ses congés retourne à Francfort pour des cours privés avec Knorr. Ses espoirs de devenir soliste sont réduits à néant en raison d'une paralysie partielle : il se consacre alors entièrement à la composition. En 1901, il se rend à Sondershausen pour y étudier la direction d'orchestre. Deux œuvres de jeunesses y sont données (une symphonie et une ouverture). En 1903, aux Broadwood Concert de Londres, son quintette à cordes est donné en première audition. 
Au début du siècle, il remporte un certain succès en tant que membre de l'école de chant traditionnel anglais, les réunissant en recueil (1905–1907). Il enseigne le chant à Winshester pendant une brève période (1909). 
En 1911 il remporte un succès immédiat avec Shepherd Fennel’s Dance donné aux Proms, et lors d'une série de concerts qu'il finance, donné au  Queen's Hall en 1912 et 1913, dévolus à Arnold Bax, Gustav Holst et Vaughan Williams et aux étudiants de Francfort dont il fait partie, dits « groupe de Francfort », avec Percy Grainger, Frederic Austin (en), Cyril Scott, Roger Quilter et Norman O'Neill. Gardiner utilise sa fortune pour aider directement ses amis musiciens : il offre notamment à Holst la première représentation privée des Planètes en 1918 et soulage Frederick Delius de ses soucis financiers, en achetant sa maison de Grez-sur-Loing, avec location gratuite à vie.
Il se retire de la vie musicale pour cultiver sa terre dans le Whilshire, à Ashampstead et en 1927 dans le Dorset, où il se consacre à la mise en valeur de la forêt.

## Œuvres
Sa production en tant que compositeur est assez limitée. Sa nature auto-critique, presque pathologique, l'amène à détruire nombre de ses œuvres.
Elle comprend une symphonie en ré, une Phantasy pour orchestre, Shepperd Fernnell's Danse (1911) une pièce symphonique d'après Hardy qui est son plus grand succès, de la musique chorale et de la musique de chambre, dont un quintette à cordes. Il écrit aussi des mélodies et pour le piano.
- Quintette à cordes (1903)
- English Dance, pour orchestre (1904)
- Quatuor à cordes en si-bémol majeur (1905)
- Symphonie en ré majeur (1908)
- Phantasy, pour orchestre (1908) création 1914
- Evening Hymn pour chœur (1908)
- Te lucis ante terminum pour chœur
- Shepperd Fernnell's Danse, pour orchestre (1911) création au Proms
- A Berkshire Idyll, pour orchestre (1913) création 1955
- Overture to a Comedy
- News from Wydah, pour solistes chœur et orchestre
- April
- Philomela
- A Sailor’s Piece, pour piano (1922)
- Fantasia for Left Hand, pour piano (1925)